# Крунберг, Тарья
Та́рья А́ннели Кру́нберг (фин. Tarja Anneli Cronberg; урождённая Ма́ттила фин. Mattila, по первому мужу Ка́йанне фин. Kajanne; род. 29 июня 1943, Хельсинки) — финский политик, депутат Европарламента (2011—2014) от финской партии Зелёный союз.

## Биография
Родилась 29 июня 1943 года в Хельсинки.
С 2005 по 2009 год являлась председателем (лидером) финской партии Зелёный союз.
С 19 апреля 2007 по 25 июня 2009 года была министром труда во втором кабинете Ванханена.

## Депутат Европарламента
С 22 июня 2011 года заменила на посту депутата Европарламента от Финляндии Хейди Хауталу. В январе 2013 года выступила с резкой критикой планов Европейского союза по обновлению системы пограничного контроля в условиях европейского экономического кризиса.